# Julio González Vela Alvizu
Julio José González Vela Alvizu  (Acapulco, Guerrero, 23 de abril de 1991) es un futbolista mexicano. Se desempeña como portero y actualmente juega en el Club Puebla de la Liga MX. Ha sido internacional con la Selección mexicana de fútbol.

## Trayectoria
Julio empezó jugando el 28 de diciembre de 2006 cuando llegó al Santos Laguna S.C. de Torreón. En su primera temporada con el equipo logró el subcampeonato de la Tercera División de México al perder la final de filiales contra el Club Necaxa. La temporada 2008-09 pasó a jugar con el equipo de Santos Laguna de la Segunda División de México y tuvo una participación con el Santos Laguna A de la Primera División "A". La siguiente temporada regresó con el equipo de la tercera división y en el 2010, pasó a formar parte del equipo sub-20 del Santos. En 2012 fue convocado para participar en el Torneo de Viareggio. Con la llegada de Pedro Caixinha al Santos a partir del Torneo Clausura 2013, pasó a ser el segundo portero del equipo ya que Miguel Becerra no fue tomado en cuenta por el nuevo cuerpo técnico y fue puesto como transferible.
El 6 de agosto de 2013, debutó con el primer equipo en un partido de la Copa México ante el Club Zacatepec, el partido terminó en empate a tres goles, Julio jugó en total 5 partidos de la Copa México Apertura 2013. El 10 de abril de 2014, jugó su primer partido internacional en la Copa Libertadores de América en el último encuentro de la fase de grupos en contra del Arsenal Fútbol Club, el resultado fue de 3-0 a favor del equipo argentino. Debutó en primera división el 19 de abril de 2014, en la derrota como local de Santos en contra de Chiapas Fútbol Club (2:3).
En la Copa México Apertura 2014, fue el portero titular a lo largo del torneo y llegó a disputar la final en contra del Puebla Fútbol Club, el partido terminó con empate a dos goles y en la tanda de penaltis, Julio le atajó un penal a Alberto Acosta, con lo que junto a otro penal fallado por parte de Francisco Torres, significó el campeonato para el equipo y el primer título en su cuenta personal como jugador profesional. Obtuvo el título de liga del Torneo Clausura 2015 cuando su equipo derrotó en la final a Querétaro por marcador global de 5-3.

## Selección nacional

### Categorías inferiores
México Sub-18
En el 2009, formó parte del plantel sub-18 que participó en la Mediterranean International Cup (MIC), en la categoría juvenil del torneo. Julio destacó en el partido de la final en contra de la selección de fútbol sub-18 de Brasil, donde atajó dos tiros en la serie de penales con lo que México se coronó campeón del torneo.
México Sub-20
Fue convocado por Juan Carlos Chávez para disputar la Copa Mundial de Fútbol Sub-20 de 2011 a celebrarse en Colombia. Fue el tercer portero del equipo por detrás del titular José Antonio Rodríguez y de Carlos López Rubio, por lo que no tuvo la oportunidad de jugar ningún partido. En el torneo, México terminó como segundo de su grupo por debajo de la Selección de fútbol de Argentina, logró llegar a semifinales en donde fueron derrotados por Brasil y al final le ganaron el partido por el tercer lugar a Francia.

## Estadísticas
Actualizado al último partido jugado el 11 de diciembre de 2023.

### Clubes
| C. Santos Laguna · México                                                                     |               |               |     |      |     |     |    |    |     |      |
| 1ª                                                                                            | 2013-14       | 3             | -5  | 5    | -8  | 1   | -3 | 9  | -16 |      |
| 1ª                                                                                            | 2014-15       | 2             | -0  | 11   | -16 | -   | -  | 13 | -16 |      |
| 1ª                                                                                            | 2015-16       | 4             | -5  | -    | -   | -   | -  | 4  | -5  |      |
| 1ª                                                                                            | 2016-17       | 1             | -2  | 3    | -9  | -   | -  | 4  | -11 |      |
| Total club                                                                                    | Total club    | 10            | -12 | 19   | -33 | 1   | -3 | 30 | -48 |      |
| Tampico Madero F. C. · México                                                                 |               |               |     |      |     |     |    |    |     |      |
| 2ª                                                                                            | 2017-18       | 2             | -1  | 5    | -5  | -   | -  | 7  | -6  |      |
| 2ª                                                                                            | 2018          | 5             | -9  | 3    | -6  | -   | -  | 8  | -15 |      |
| Total club                                                                                    | Total club    | 7             | -10 | 8    | -11 | 0   | 0  | 15 | -21 |      |
| Veracruz · México                                                                             |               |               |     |      |     |     |    |    |     |      |
| 1ª                                                                                            | 2019          | 0             | 0   | 2    | -2  | -   | -  | 2  | -2  |      |
| Total club                                                                                    | Total club    | 0             | 0   | 2    | -2  | 0   | 0  | 2  | -2  |      |
| C. Universidad Nacional · México                                                              |               |               |     |      |     |     |    |    |     |      |
| 1ª                                                                                            | 2019-20       | 0             | 0   | -    | -   | -   | -  | 0  | 0   |      |
| 1ª                                                                                            | 2020-21       | 10            | -13 | -    | -   | -   | -  | 10 | -13 |      |
| 1ª                                                                                            | 2021-22       | 9             | -13 | -    | -   | 2   | -2 | 10 | -14 |      |
| 1ª                                                                                            | 2022-23       | 20            | -35 | -    | -   | -   | -  | 20 | -35 |      |
| 1ª                                                                                            | 2023-24       | 21            | -21 | -    | -   | -   | -  | 21 | -21 |      |
| 1ª                                                                                            | 2024-25       | 15            | -17 |      |     |     |    |    |     |      |
| Total club                                                                                    | Total club    | 75            | -99 | 0    | 0   | 2   | -2 | 62 | -84 |      |
| Total carrera                                                                                 | Total carrera | Total carrera | 92  | -121 | 29  | -46 | 3  | -5 | 109 | -155 |
| (1)Incluye datos de la Copa México (2)Incluye datos de la Copa Libertadores de América (2014) |               |               |     |      |     |     |    |    |     |      |

### Selecciones
| Competición                           | Categoría | Sede     | Resultado    | PJ | G |
| ------------------------------------- | --------- | -------- | ------------ | -- | - |
| Copa Mundial de Fútbol Sub-20 de 2011 | Sub-20    | Colombia | Tercer lugar | 0  | 0 |
| Total                                 | –         | –        | –            | 0  | 0 |

### Resumen estadístico
| Competencia                | Partidos | Goles |
| -------------------------- | -------- | ----- |
| Liga                       | 77       | -104  |
| Copas nacionales           | 29       | -46   |
| Copas internacionales      | 3        | -5    |
| Selección de México Sub-20 | 0        | -0    |
| Total                      | 109      | -155  |

## Palmarés

### Campeonatos nacionales
| Título                     | Equipo             | País   | Año     |
| -------------------------- | ------------------ | ------ | ------- |
| Primera División de México | Club Santos Laguna | México | C-2012  |
| Copa México                | Club Santos Laguna | México | A-2014  |
| Primera División de México | Club Santos Laguna | México | C-2015  |
| Campeón de Campeones       | Club Santos Laguna | México | 2014-15 |

### Campeonatos internacionales amistosos
| Título                          | Equipo | País   | Año  |
| ------------------------------- | ------ | ------ | ---- |
| Mediterranean International Cup | México | España | 2009 |